# Ludwigia peruviana
Ludwigia peruviana är en dunörtsväxtart som först beskrevs av Carl von Linné, och fick sitt nu gällande namn av Kanesuke Hara. Ludwigia peruviana ingår i släktet ludwigior, och familjen dunörtsväxter. Utöver nominatformen finns också underarten L. p. glaberrima.

## Bildgalleri

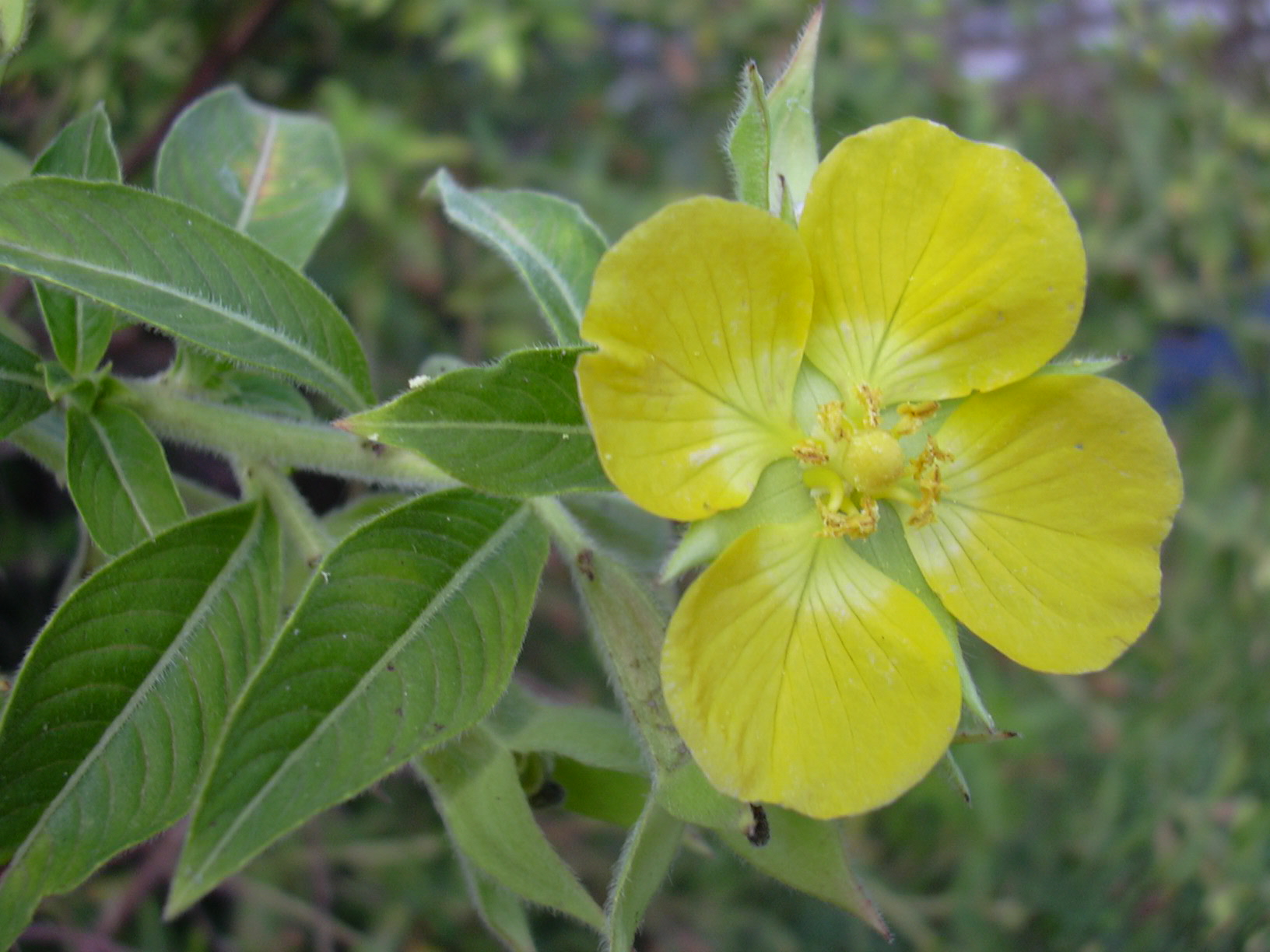
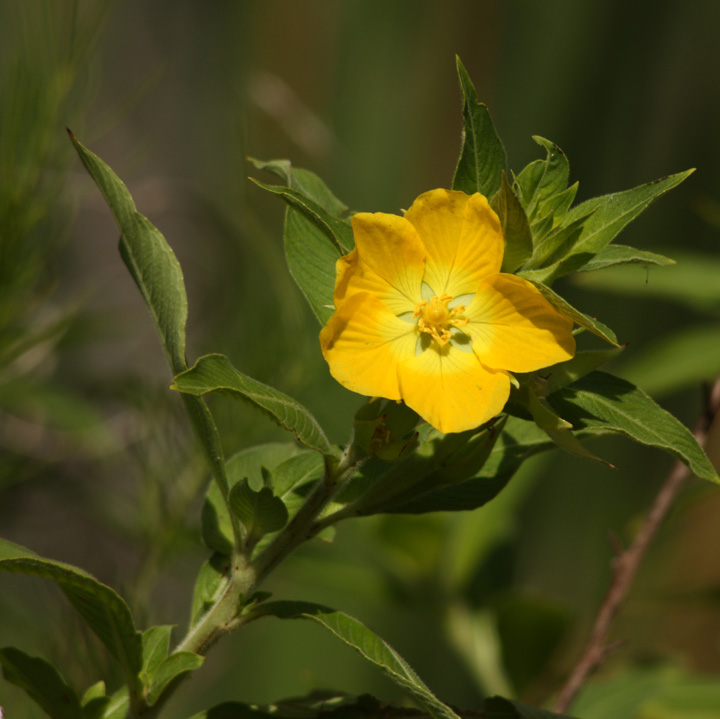
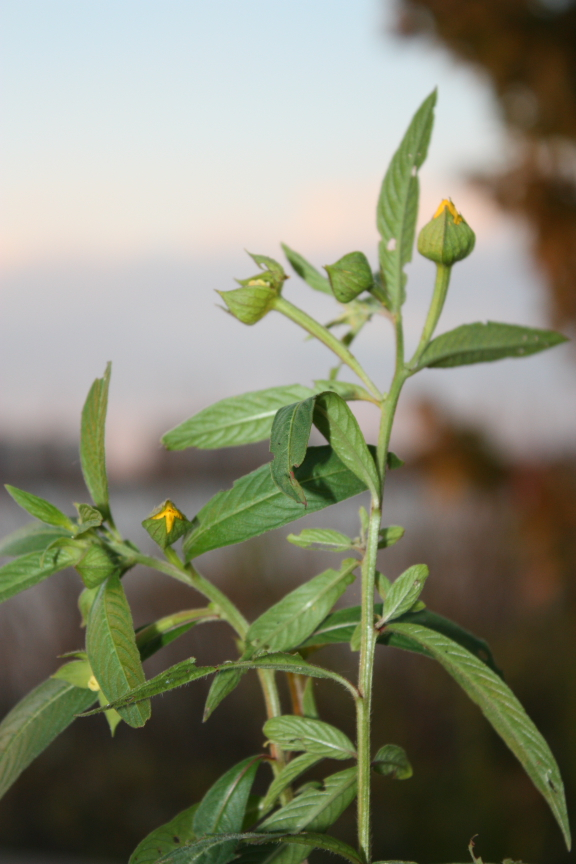
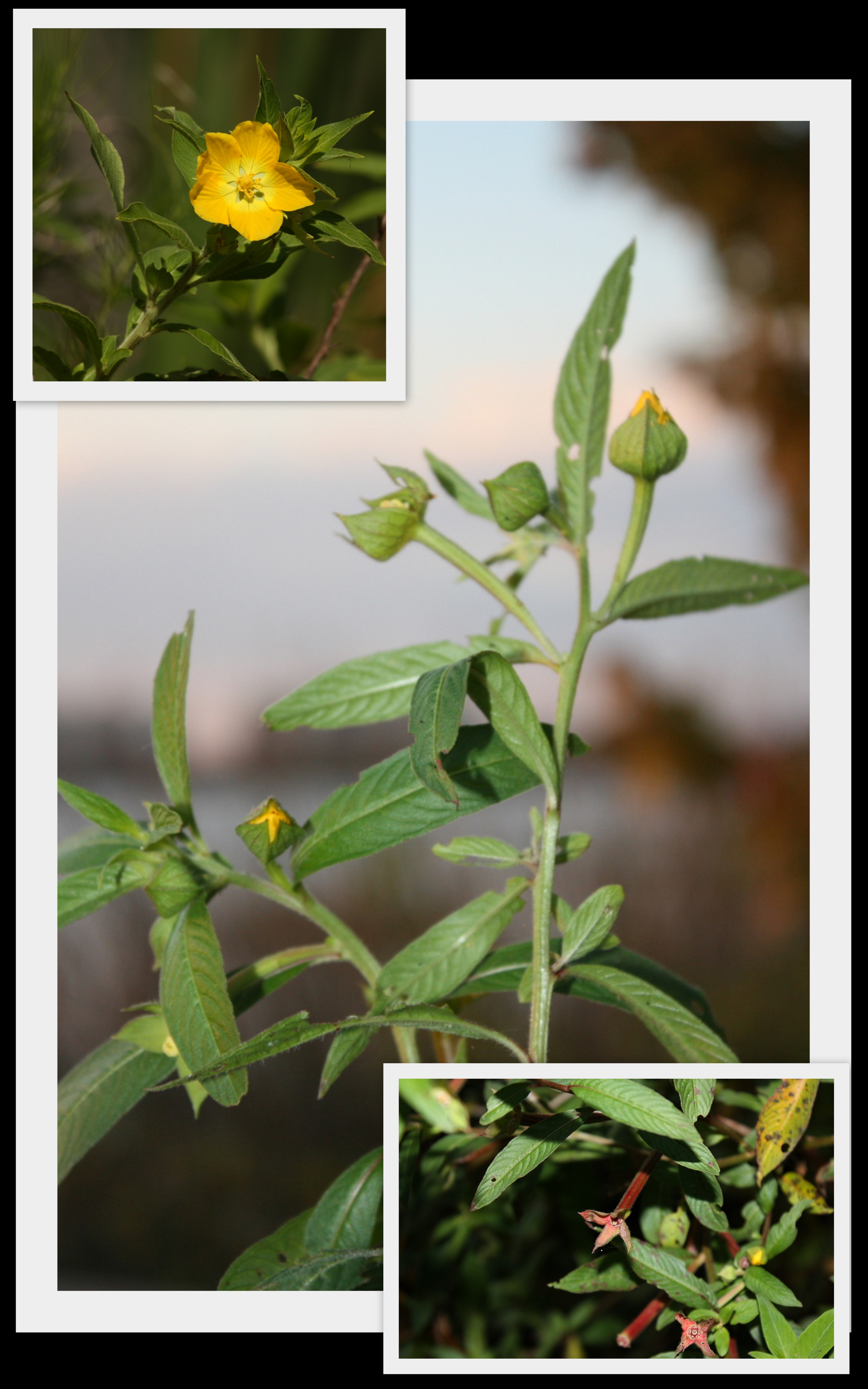
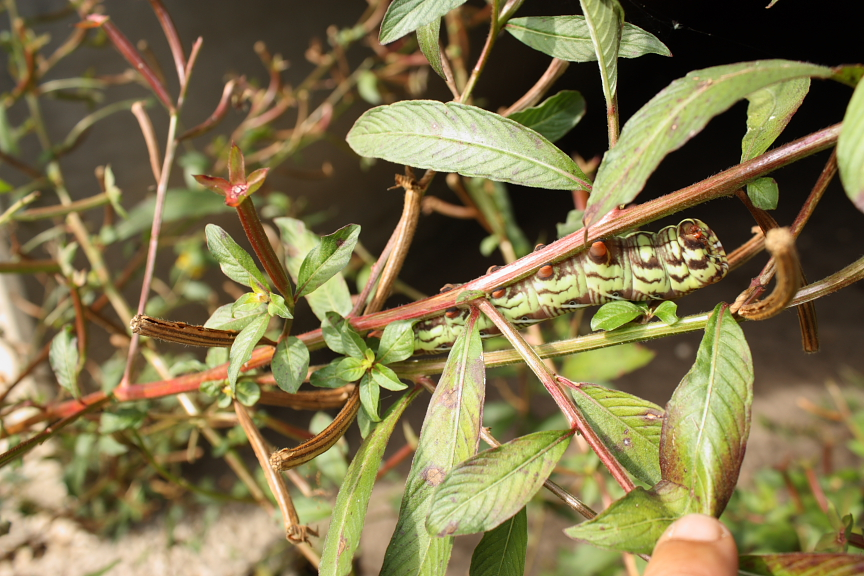